# Kościół Zwiastowania w Balzan
Kościół parafialny Zwiastowania Pańskiego (malt. Il-Knisja Parrokjali tal-Lunzjata, ang. The Parish Church of the Annunciation) – rzymskokatolicki kościół parafialny, znajdujący się w wiosce Balzan na Malcie.

## Ustanowienie parafii
Wioska Balzan zawsze należała do parafii w Birkirkara; posługa kapłańska udzielana była przez księży z kościoła parafialnego.

Kiedy 1 lutego 1575 biskup Pietro Dusina odwiedził wioskę, liczba jej mieszkańców wynosiła 300 osób. Gdy 19 marca 1655 biskup Miguel Juan Balaguer Camarasa odwiedził Balzan, mieszkańcy przekazali mu list z prośbą o oddzielenie ich wioski od parafii Birkirkara, i ustanowienie jej niezależną parafią. 14 sierpnia 1655 biskup podniósł Balzan do statusu niezależnej parafii. Pierwszym kościołem parafialnym została dzisiejsza kaplica Zwiastowania, której początki sięgają XV wieku, zaś pierwszym proboszczem Adrian Zarb, ksiądz z kościoła w Birkirkara.

## Budowa nowego kościoła
Liczba mieszkańców wioski wzrastała, w roku 1667 było 550 mieszkańców, i dotychczasowy kościół parafialny nie mógł wszystkich pomieścić. Drugim proboszczem parafii był od pięciu lat ks. Dominic Ellul, który postanowił zbudować większą świątynię.
W dniu, w którym miał zostać położony kamień węgielny pod nowy kościół, Malta była bez biskupa. Te okoliczności sprawiły, że zaszczytu tego dostąpił proboszcz, ks. Dominic Ellul. Wśród wielkiej radości mieszkańców Balzan oraz gości z innych parafii, kamień węgielny został położony 23 grudnia 1669. Budowa nowej świątyni trwała 25 lat. W końcu, 23 stycznia 1695 kościół został pobłogosławiony przez biskupa Davide Cocco Palmieri, zaś konsekracji dokonał 7 października 1781 arcybiskup Vincenzo Labini.

## Architektura i otoczenie
Kościół jest skromny, zbudowany jest na planie krzyża łacińskiego, typowym dla wielu kościołów na Malcie. Pierwotny projekt kościoła jest przypisywany Francesco Buonamici, ze względu na styl budynku, oraz zaangażowanie Buonamici w tym czasie w wielu innych projektach kościelnych. Całość zbudowana w stylu toskańskim, styl fasady można określić jako przedbarokowy. Jest ona prosta, symetryczna i gładka. Główne wejście, umieszczone od strony zachodniej, okolone jest dwoma pilastrami i gzymsem, nad którym znajduje się nisza z posągiem Matki Bożej.

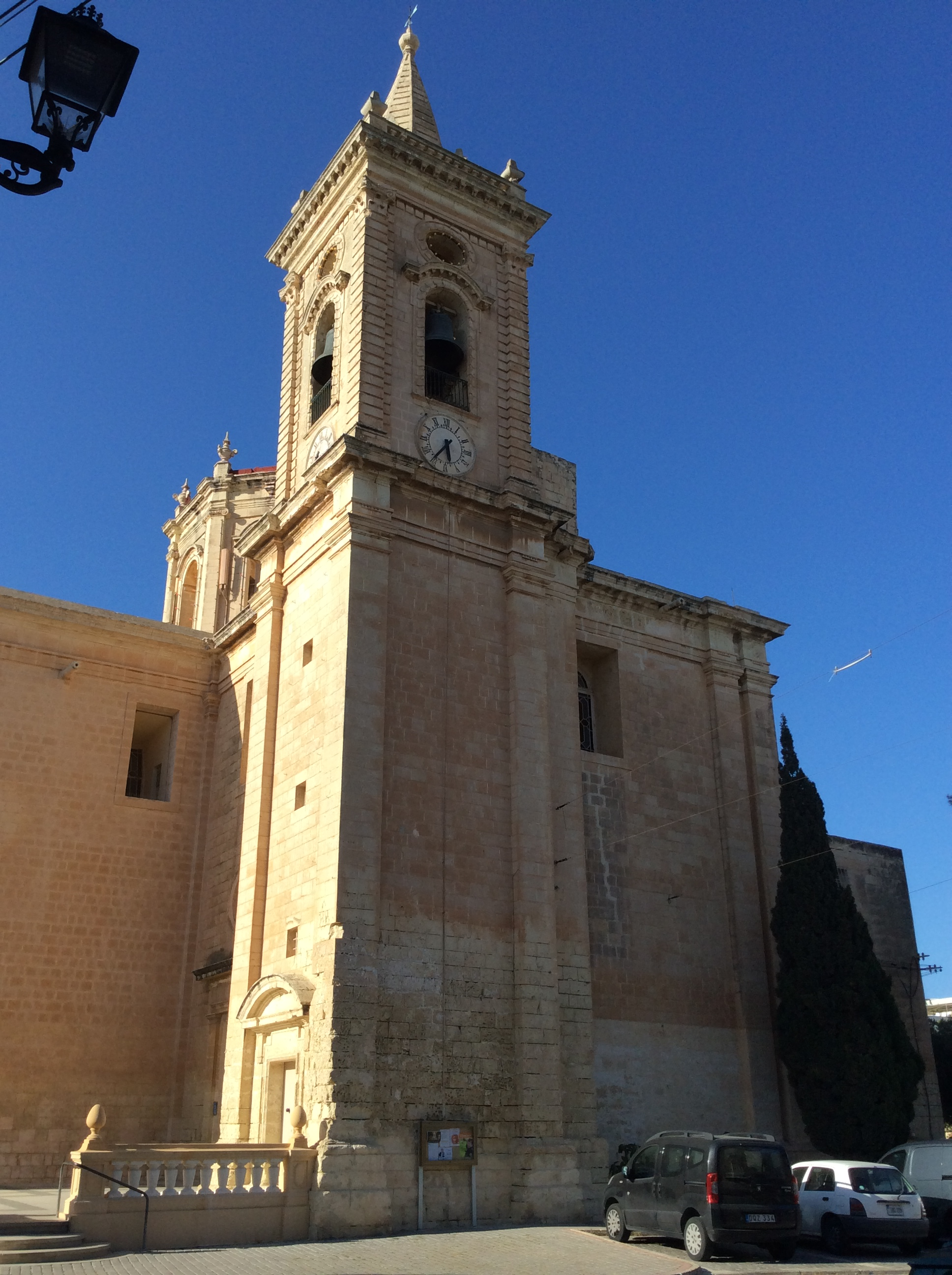
Dzwonnica kościoła parafialnego w Balzan.

 Ponad niszą, jako jedyne od frontu źródło doświetlenia wnętrza, umieszczone jest okrągłe okno z rozetą. Cała fasada okolona jest parą pilastrów po każdej stronie, wspierających segmentowy naczółek, zwieńczony kamiennym krzyżem.

### Dzwonnica
Kościół ma tylko jedną dzwonnicę. Zbudowana w roku 1708, w południowo-zachodnim narożniku transeptu, z boniowanymi pilastrami w górnej części, zakończona jest dachem wieżowym. Jest wyposażona w sześć dzwonów, wykonanych w Annecy we Francji przez firmę odlewniczą Fonderie Paccard. Największy dzwon waży około 4 ton i plasuje się na trzecim miejscu na Malcie, po Birkirkara i katedrze św. Jana. Dzwon został pobłogosławiony i zainstalowany w styczniu 1949. Wieża służy jako charakterystyczny punkt orientacyjny w obrębie historycznego rdzenia wioski.
Zegar elektryczny wyprodukowany przez Petit & Fritsen Ltd. z Holandii został zainaugurowany 25 grudnia 1970. Zastąpił on stary, wykonany w 1744 roku przez maltańskiego zegarmistrza Pietro Tanti.

### Plac przed kościołem
Teren przed kościołem okala cementowa balustrada, wykonana w 1937 roku przez Josepha Galeę. Widzimy tutaj cztery kamienne posągi. Dwie rzeźby, przedstawiające Matkę Bożą i Archanioła Gabriela, zostały wykonane przez Sigismondo Dimecha w roku 1802. Pozostałe rzeźby, św. Piotra i św. Pawła, zostały wykonane w 1716 roku, i pierwotnie stały w apsydzie, a później zostały przeniesione na obecne miejsce.

## Wnętrze kościoła
Kościół ma kształt krzyża łacińskiego, z nawą, transeptem i prezbiterium z apsydą. Ma długość 37 m, szerokość (w transeptach) 28 m, szerokość nawy wynosi 8,4 m. Architektura wnętrza jest w stylu doryckim, ołtarze są w stylu korynckim, poza dwoma w stylu kompozytowym. Malowidła na stropie prezbiterium wykonane zostały częściowo przez Guiseppe Calì, a częściowo przez Emvina Cremonę.

### Kopuła
Ponad ołtarzem głównym góruje wspaniała kopuła, postawiona na ośmiobocznym bębnie, z oknami na jego ścianach, oraz latarnią na szczycie. Jej budowę rozpoczęto przed 1699, zakończono zaś w 1707.  Kopuła zbudowana jest w stylu jońskim. Wsparta jest na ośmiu rzeźbionych w kamieniu  pół-kariatydach, co czyni ją unikalną na Malcie. Malowidła wewnątrz kopuły, oraz na czterech pendentywach, przedstawiające czterech Ewangelistów, wykonał w roku 1894 Giuseppe Calì.

### Ołtarze
W kościele znajduje się ołtarz główny Zwiastowania, obraz tytularny namalował Giuseppe Calleja (1859), oraz osiem ołtarzy bocznych: św. Anny, Matki Boskiej Bolesnej, Różańca Świętego, św. Michała, św. Pawła Pustelnika, Ukrzyżowania, Matki Boskiej z Góry Karmel oraz św. Józefa.

### Figury świętych
Kościół posiada również kilka figur procesyjnych, wykonanych na przestrzeni wieków, obrazujących kult Matki Boskiej i świętych przez mieszkańców Balzan.
- Tytularna statua. balzanparish.com. [zarchiwizowane z tego adresu (2016-05-22)]. Zwiastowania, przedstawiająca pozdrowienie Maryi Panny przez archanioła Gabriela, wyrzeźbiona została w drewnie w roku 1868, przez Salvatore Dimecha z Mosty. Figury Maryi, jak i Gabriela, są ozdobione wartościową biżuterią, podarowaną przez mieszkańców miasteczka. Nimb wokół głowy Maryi zrobiony jest ze złota, i ozdobiony 84 brylantami[1].
- Figura Matki Boskiej Różańcowej powstała w latach 1773/74, wyrzeźbiona w drewnie przez Vincenzo Dimecha. W kościele w Balzan od roku 1777[9].
- Matka Boża z Lourdes – statua powstała na początku XX wieku.
- Figura Jezusa Nazareńskiego otaczana jest szczególną dewocją podczas Wielkiego Postu.
- Statua św. Rity podarowana została kościołowi w roku 1961.
- Figura św. Michała podarowana w 1959 roku.
- Figura Matki Bożej Fatimskiej jest w kościele od roku 1958.
- Statua Matki Boskiej Bolesnej wykonana została w roku 1954[1].

### Organy
Organy w kościele parafialnym w Balzan zostały zbudowane w roku 1827 przez sycylijską organistkę Felicję Platanię. Pierwotnie znajdowały się w galerii chóru za głównym ołtarzem, w „cornu epistolae”. Był to typowy instrument jednomanualny. W roku 1898 półprofesjonalny organista Giovanni Felter zdemontował organy i odbudował je w zachodniej galerii nad głównym wejściem. Felter dość znacząco rozbudował same organy, dodając wiele elementów, poprawiających grę na tym instrumencie.
W roku 2004 zdecydowano się na kapitalny remont organów, gdyż od kilku dziesięcioleci nie grały one w zadowalający sposób, a przez kilka ostatnich lat nie było w ogóle możliwe ich używanie. Po renowacji jej wynik tonalny był największym sukcesem, a wielu organistów wyraziło uznanie dla piękna i połączenia cech tonalnych instrumentu. Odnowione organy zainaugurowano podczas recitalu w niedzielę 18 grudnia 2005.
Od roku 2014, w ramach The Malta International Organ Festival, w kościele odbywają się koncerty organowe.

### Inne dzieła sztuki
W prawej i lewej zakrystii kościoła znalazły miejsce stare obrazy tytularne ołtarzy w kościele, oraz inne malowidła. Ewenementem jest stary zegar, unikatowy na Malcie, o którym mówi się, że jest odwzorowaniem zegara Wielkiego Mistrza Manuela Pinto na dziedzińcu pałacu prezydenckiego w Valletcie. Zegar, oprócz pokazywania czasu, podaje datę, fazy księżyca i pory roku. Czterech Maurów co kwadrans uderza młotkami w różne dzwony, podając czas.
Wiele cennych przedmiotów ze złota i srebra jest eksponowanych w kościele; spośród nich należy wspomnieć zwłaszcza o:
- srebrnej pozłacanej monstrancji, wykonanej przez Andreę Triosi w 1749 roku. Monstrancja ta przez lata została ozdobiona wieloma drogocennymi kamieniami;
- kielichu, wykonanym z litego złota, podarowany przez Guiseppe Frendo;
- kielichu, podarowanym kościołowi parafialnemu przez biskupa Gozo Grecha Delicatę;
- pozłacanej tacy komunijnej, ofiarowaną w 1885 roku;
- dużej srebrnej tacy, ofiarowanej w 1959 roku;
- srebrnym krzyżu procesyjnym z roku 1777[1].

## Ochrona dziedzictwa kulturowego
Maltański Urząd ds. Środowiska i Planowania (Malta Environment and Planning Authority MEPA) w dniu 26 sierpnia 2011, zgodnie z zawiadomieniem rządowym nr 782, wpisał kościół na listę zabytków klasy pierwszej. Budynek świątyni wpisany jest również na listę National Inventory of the Cultural Property of the Maltese Islands pod nr 00166.

W wykazie NICPMI ujęte zostały osobno również cztery posągi, stojące przed kościołem: św. Piotra (nr 00162), św. Pawła (nr 00163), Matki Bożej (nr 00164) oraz archanioła Gabriela (nr 00165).